# 자난 루카
자난 루카(嘉南勇士)는 중화민국에서 1997년부터 2002년까지 자이 현과 타이난시를 연고지로 한 타이완 직업봉구 대연맹 소속팀이다. 홈구장은 자이 현립 야구장, 자이 시립 야구장, 그리고 타이난 시립 야구장이다.

## 성적
| 년도 | 승  | 패  | 무 | 순위 | 승률 |
| ---- | --- | --- | -- | ---- | ---- |
| 1997 | 53  | 42  | 1  | 1    | .558 |
| 1998 | 57  | 48  | 3  | 2    | .543 |
| 1999 | 40  | 42  | 2  | 3    | .488 |
| 2000 | 37  | 45  | 2  | 3    | .451 |
| 2001 | 13  | 47  | 0  | 4    | .217 |
| 2002 | 29  | 41  | 2  | 4    | .414 |
| 통산 | 229 | 265 | 10 |      | .464 |

## 우승 기록
| 년도 | 시리즈 결과 | 승패    | 상대팀          |
| ---- | ----------- | ------- | --------------- |
| 1997 | 4 - 3       | ×○○××○○ | 타이베이 타이양 |

## 스폰서&팀이름
- 자난 니엔다이 용스(1997 ~ 1999)
- 자난 위엔취안 용스(2000)
- 자난 왕커 용스(2001)
- 자난 용스(2002)

## 같이 보기
- 청타이 코브라스
- 나루완 타이양
- 디미디어 티렉스